# Teinostoma gallegosi
Teinostoma gallegosi är en snäckart som beskrevs av Jordan 1936. Teinostoma gallegosi ingår i släktet Teinostoma och familjen Vitrinellidae. Inga underarter finns listade i Catalogue of Life.